# بياتريس بيريز
بياتريس بيريز (بالإسبانية: Beatriz Pérez)‏ هي لاعب هوكي الحقل إسبانية، ولدت في 4 مايو 1991 في سانتاندير في إسبانيا.

## وصلات خارجية
- بياتريس بيريز على موقع أوليمبيديا (الإنجليزية)